# Who's Last
| Críticas profissionais | Críticas profissionais |
| Avaliações da crítica  | Avaliações da crítica  |
| Fonte                  | Avaliação              |
| ---------------------- | ---------------------- |
| allmusic               | link                   |

Who's Last é o segundo álbum ao vivo lançado pela banda de rock britânica The Who. Gravado durante a então chamada "Turnê de Despedida" do grupo, este seria o "último" álbum do grupo. O Who não se envolveu no projeto, que acabou por não refletir positivamente as características da banda ou de suas apresentações.

## Faixas
Todas as canções compostas por Pete Townshend, exceto onde especificado em contrário.

### Disco 1
1. "My Generation" - 3:23
2. "I Can't Explain" - 2:27
3. "Substitute" - 2:46
4. "Behind Blue Eyes" - 3:30
5. "Baba O'Riley" - 5:12
6. "Boris The Spider" (John Entwistle) - 2:29
7. "Who Are You" - 6:28
8. "Pinball Wizard" - 2:50
9. "See Me, Feel Me" - 4:09

### Disco 2
1. "Love Reign O'er Me" - 4:43
2. "Long Live Rock" - 3:35
3. "Reprise" - 1:30
4. "Won't Get Fooled Again" - 10:03
5. "Doctor Jimmy" - 8:35
6. "Magic Bus" - 6:49
7. "Summertime Blues" (Eddie Cochran/Jerry Capehart) - 2:59
8. "Twist and Shout" (Phil Medley/Bert Russell) - 3:58

## Músicos
- Roger Daltrey: vocais, violão, percussão, gaita
- Pete Townshend: Guitarra, vocais
- John Entwistle: Baixo, vocais
- Kenney Jones: Bateria, percussão
- Tim Gorman: Piano, teclado, sintetizador

## Production
- Cy Langston: Produtor, engenheiro-de-som, mixagem